# Plinia
- Commons
- Wikispecies

Plinia L. é um gênero da família Myrtaceae ao qual pertencem, entre outros o cambucá, a jabuticaba e a cabeludinha.
A espécie descrita por Lineu em 1753 foi a Plinia pinnata.

## Espécies
- Plinia abeggii Urb.
- Plinia acunae Borhidi & O. Muñiz
- Plinia anonyma Sobral
- Plinia baileyi R.O. Williams ex R.C. Marshall
- Plinia baracoensis Borhidi
- Plinia brchybotrya (D. Legrand) Sobral
- Plinia callosa Sobral
- Plinia caricensis Urb.
- Plinia cauliflora (DC.) Kausel
- Plinia cerrocampanensis Barrie
- Plinia cidrensis Urb.
- Plinia clausa McVaugh
- Plinia coclensis Barrie
- Plinia cordifolia (D. Legrand) Sobral
- Plinia costata Amshoff
- Plinia crocea
- Plinia cuspidata Gómez-Laur. & Valverde, Oscar
- Plinia darienensis Barrie
- Plinia dermatodes Urb.
- Plinia duplipilosa McVaugh
- Plinia edulis: cambucá
- Plinia ekmaniana Urb.
- Plinia gentryi Barrie
- Plinia glomerata: cabeludinha
- Plinia guanacastensis Barrie
- Plinia haitiensis
- Plinia hatschbachii (Mattos) Sobral
- Plinia icardiana Urb.
- Plinia inflata McVaugh
- Plinia involucrata (O. Berg) McVaugh
- Plinia jaboticaba (Vell.) Kausel
- Plinia jambos Maza
- Plinia karukerensis Stehle in Stehle & Quentin
- Plinia longiacuminata Sobral
- Plinia martinellii
- Plinia microcycla Urb.
- Plinia moaensis Borhidi
- Plinia montecristina Urb. & Ekman
- Plinia moralesii Barrie
- Plinia nicaraguensis Barrie
- Plinia oblongata
- Plinia orthoclada Urb.
- Plinia panamensis Barrie
- Plinia paniculata Blanco
- Plinia pentapetala L.
- Plinia peroblata (Lundell) Lundell
- Plinia petiolata
- Plinia pinnata
- Plinia plicatocostata (O. Berg) Amshoff
- Plinia povedae P.E. Sánchez
- Plinia punctata Urb.
- Plinia puriscalensis P.E. Sánchez & Q. Jiménez
- Plinia ramosissima Urb.
- Plinia recurvata
- Plinia renatiana Barroso & Peixoto
- Plinia rivularis (Cambess.) Rotman
- Plinia rupestris
- Plinia salamancana (Standl.) Barrie
- Plinia salticola McVaugh
- Plinia spiciflora (Nees & Mart.) Sobral
- Plinia stenophylla Urb.
- Plinia stictophylla Barroso & Peixoto
- Plinia subavenia Sobral
- Plinia tetrapetala
- Plinia toscanosia Urb.
- Plinia trunciflora: jabuticaba

## Classificação do gênero
| Sistema | Classificação                      | Referência               |
| ------- | ---------------------------------- | ------------------------ |
| Linné   | Classe Polyandria, ordem Monogynia | Species plantarum (1753) |